# Tiburtinska Sibila
Tiburtinska Sibila ali Albunea  je bila rimska sibila, katere sedež je bilo staro etruščansko mesto Tibur (sodobni Tivoli).
Mitsko srečanje cesarja Avgusta s Sibilo, pri kateri se je spraševal, ali ga je treba častiti kot boga, so umetniki pogosto prikazovali od poznega srednjega veka naprej. V različicah, znanih v poznem srednjem veku, na primer v Zlati legendi, je Avgust vprašal Sibilo, ali ga je treba častiti kot boga, kot je ukazal rimski senat. Odgovorila mu je tako, da mu je prikazala vizijo mlade ženske z fantom, visoko na nebu, medtem ko je glas z neba rekel: »To je devica, ki bo spočela rešitelja sveta«, ki bo zasenčila vse rimske bogove. Epizoda je veljala za prednastavitev obiska svetopisemskih kraljev pri novorojenem Jezusu in je povezovala stari in krščanski Rim, kar pomeni, da so največji rimski cesarji vedeli za prihod Kristusa.
Ali je bila zadevna Sibila etruščanska Sibila iz Tiburja ali grška Sibila iz Cumae (prva starogrška kolonija na celinskem delu Italije), ni vedno jasno. Krščanski avtor Lactantius je obravnavano Sibilo označil za Tiburtinsko Sibilo. Navedel je posreden opis poganskih Sibil, ki so uporabne predvsem kot vodilo pri njihovih identifikacijah, kot so jih videli kristjani iz 4. stoletja:
Tiburtinsko Sibilo, po imenu Albunea, častijo v Tiburju kot boginjo, v bližini brega Aniene, v tem potoku naj bi našli njeno podobo, ki v roki drži knjigo. Njene okularne odzive je senat prenesel na Kapitol.— Divine Institutes I.vi

## Prerokba Tiburtinske Sibile
Apokaliptična psevdoprerokba obstaja med Sibilskimi oraklji, ki so jo pripisali Tiburtinski Sibili. Njena najstarejša različica lahko izvira iz 4. stoletja, vendar je v obliki, ki je preživela danes, napisana v začetku 11. stoletja, nanjo pa je vplivala Apokalipsa Psevdo-Metodija (napisana v sirskem jeziku v poznem 7. stoletju). Njena prva različica v latinščini izvira iz 10. stoletja in je morda prišla iz Lombardije, čeprav so jo hitro vzeli (in prepisali) rodbini Salicev in Hohenstaufen. Izkazalo se je za uporabno retorično orodje, dragoceno za mnoge vladarje; seznami cesarjev in kraljev, ki jih je vseboval, so bili spremenjeni glede na okoliščine, na stotine različic pa je ostalo iz srednjega veka.
Njen zaključek naj bi prerokoval prihod v deveti dobi sveta končnega cesarja, ki je premagal nasprotnike krščanstva (močno odvisen od apokalipse Psevdo-Metodje):
Nato bo vstal kralj Grkov, ki mu je ime Konstans. On bo kralj Rimljanov in Grkov. Bil bo visoke postave, čednega videza s sijočim obrazom in dobro sestavljen na vseh delih telesa ...
Za cesarjevo vladavino je značilno veliko bogastvo, zmaga nad nasprotniki krščanstva, konec poganstva in spreobrnjenje Judov. Cesar je premagal  Goga in Magoga,
Po tem bo prišel v Jeruzalem in ko bo z glave odstranil diadem in odložil vso cesarsko obleko, bo izročil cesarstvo kristjanov Bogu Očetu in Jezusu Kristusu, njegovemu Sinu.
S tem bo odstopil Antikristu:
Takrat bo iz plemena Dan vstal princ pogube, ki se bo imenoval Antikrist. On bo Sin pogube, vodja ponosa, gospodar zmote, polnosti zlobe, ki bo prevrnil svet in s pomočjo simulacije delal čudeže in velika znamenja. Marsikoga bo zavedel s čarobno umetnostjo, tako da se bo zdelo, da bo ogenj prišel iz nebes. ... Ko bo Rimsko cesarstvo propadlo, se bo Antikrist odkrito razodel in sedel v Gospodovi hiši v Jeruzalemu.
Prerokba pravi, da bosta Antikristu nasprotovali Dve priči iz Knjige Razodetja, ki se poistovetita z Elijo in Henohom; potem ko so pobili priče in začeli dokončno preganjanje kristjanov,
antikrist bo z božjo močjo ubit po nadangelu Mihaelu na Oljski gori.

## Freske v Villa d'Este
Ippolito II d'Este je obnovil Vilo d'Este v Tiburju, sodobnem Tivoliju, od leta 1550 naprej, v Vili pa je naročil izdelati freske, ki častijo Tiburtinsko Sibilo, ki v klasičnem svetu prerokuje Kristusovo rojstvo.

## Galerija
- Freska v cerkvi sv. Janeza Evangelista v Tivoliju, 1483
- Tiburtinska Sibila in cesar Avgust, chiaroscuro lesorez iz 16. stoletja, ki ga je ustvaril Antonio da Trento
- Cesar Avgust in Tibilska Sibila, slika iz leta 1520 iz kroga Jana van Scorela, Narodni muzej v Varšavi
- Grafika Tiburtinska Sibila Philip Galle, po zasnovi Antonyja van Bloklanda, Antwerpen, 1575.
- Avgust in Sibila, avtor Antoine Caron, muzej Louvre
- Tiburtska Sibila, kapela Marciac, cerkev Santissima Trinità dei Monti, Rim, 16. stoletje. Delo anonimnega umetnika.
- Kip Tiburtinske Sibile v cerkvi Scalzi
- Micah in Tiburtinska Sibila, Pinturicchio